# Специјални резерват природе Ковиљско-петроварадински рит
Ковиљско-петроварадински рит је специјални резерват природе на територији Војводине у оквиру општина Нови Сад, Петроварадин, Сремски Карловци, Инђија и Тител. Резерват је ритски комплекс дуж Дунава и простире се на 4.840 хектара. Под заштитом је државе од 1998. године као природно добро од изузетног значаја и сврстан је у прву категорију заштите.

## Одлике
Ковиљско-Петроварадински рит представља комплекс барско-мочварних и шумских екосистема на плавном подручју средњег тока Дунава. Налази се и југоисточној Бачкој и делимично у Срему на алувијалној равни и делимично лесној тераси леве (1.231-1.250 km тока) и десне (1.245-1.251 km) обале Дунава, поред насеља Ковиљ и Петроварадин. Левом обалом се протеже од Новога Сада до насеља Гардиновци, а десном од Петроварадина до Сремских Карловаца.
Карактеристике које овај рит чине значајним су очуваност и разноврсност хидрографских облика ритова (аде, рукавци, меандри, мртваје), биљних заједница ритова (ритске шуме испресецане барама, мочварама, ливадама и тршћацима) и посебно разноврсност и богатство фауне, нарочито птица мочварица.
Плавна подручја око Дунава су у прошлости била много распрострањенија. У последњих 100 година око 80% оваквих подручја је нестало, углавном услед прављења одбране од поплава и исушивања у пољопривредне сврхе. 
Ипак, и даље постоји око 70 места на току Дунава кроз Србију, која представљају важна станишта за бројне биљне и животињске заједнице, од којих су најважнији Ковиљско-Петроварадински рит и СРП Горње Подунавље око Апатина, најпространији остаци некадашњих великих и непроходних ритова.

## Биљни и животињски свет
Резерват је посебно значајан због великог броја птица које се могу пронаћи у њему: 172 врсте птица (више од 60% миграторних врста) од чега 103 врсте са статусом природне реткости. Посебан међународни значај овом простору дају две врсте птица: црна рода (Ciconia nigra) са процењених 8-10 гнездећих парова и орао белорепан (Haliaeetus albicilla) са два пара. Остале регистроване ретке и угрожене врсте птица су: црна луња (Milvus migrans), орао осичар (Pernis apivorus), зелена жуна (Picus viridis), жути вољић (Hippolais icterina), гак (Nycticorax nycticorax), црвенокљуни лабуд, велика бела чапља (Casmerodius albus), мала бела чапља (Egretta garzetta)...

Рит је природно мрестилиште за штуку, кечигу и шарана, а у њему се може наћи укупно 46 врста риба.
Природно плавне шуме резервата чине врба (бела и бадемаста), топола (бела и црна) и јасен. Велики део рита чине плантаже тополе, чак и режиму првог степена заштите. У риту се налазе и значајне угрожене и ретке врста биљака: бели и жути локвањ, плава линцура, ребратица (Hottonia palustris L.), водени орашак (Trapa natans), четворолисна детелина, мочварни каћунак (Orchis laxiflora Lam).

## Заштита
У резервату је на снази тростепени систем заштите: под режимом првог степена заштите је 509 хектара (10,5%), режим другог степена заштите чини 2082 хектара (43%) и трећи степен 2249 хектара (46,5%). По МУЗП (IUCN) класификацији рит спада у IV категорију - Станишта и друга управљива подручја (енгл. Habitat and Species Management Area).
Ковиљско-петроварадински рит је 1989. године проглашен за међународно значајно станиште птица (IBA). 2004. године је уврштен у списак заштићених подручја зависних од воде и значајних за басен Дунава (ICPDR - International Commission for the Protection of the Danube), 2005. постаје IPA станиште (међународно значајно биљно подручје) и налази се на списку потенцијалних влажних подручја за упис на листу Рамсарске конвенције.
IBA подручје заузима 5500 хектара и поред СРП-а обухвата и Крчединску и Лочку аду. За миграцију птица посебно је важна Крчединска ада са очуваним плавним пашњацима и депресијама.
Плантаже шумских култура заузимају чак 55,6% резервата, што чини један од највећих притисака на резерват.